# Фримен, Рон
Рональд Джон «Рон» Фримен-третий (англ. Ronald John «Ron» Freeman III; род. 12 июня 1947, Элизабет, шт. Нью-Джерси, США) — американский легкоатлет, спринтер, бронзовый призёр Олимпиады 1968 года в беге на 400 метров, чемпион Олимпиады 1968 года в эстафете 4х400 метров.
Известен тем, что в финале эстафеты 4×400 метров на Олимпийских играх 1968 года в Мехико пробежал свой этап за 43,2 с. Приняв эстафетную палочку на 0,3 секунды позже Муньоро Ньямау из Кении, Фримен закончил свой этап первым, опережая соперника на 20 метров. Это был самый быстрый этап в истории лёгкой атлетики и оставался таковым в течение последующих 25 лет.
В финале Олимпийских игр 1968 года в Мехико на дистанции 400 м Фримен занял третье место с результатом 44,41 с. На тот момент это был пятый результат в истории лёгкой атлетики, который поднимал его на третью позицию в списке лучших бегунов на этой дистанции. Быстрее бегали только золотой и серебряный призёры Олимпиады Ли Эванс и Ларри Джеймс (43,86 и 43,97) и они же за месяц до этого на отборочных предолимпийских соревнованиях в Эхо-Саммит (44,06 и 44,19). Только через 8 лет кубинец Альберто Хуанторена и американец Фред Ньюхауз в финале Олимпийских игр 1976 года в Монреале показали 44,26 и 44,40 с, оттеснив Фримена на пятое место.

## Лучшие результаты
Лучшие результаты по годам
| Год                    | 1965 | 1966 | 1967 | 1968 | 1969 |
| ---------------------- | ---- | ---- | ---- | ---- | ---- |
| Бег на 400 м (с)       | 46,3 | 45,9 | 46,0 | 44,4 | 46,0 |
| Место в мировом списке | 24   | 11   | 15   | 3    | 24   |

## Примечание
1. ↑  Ron Freeman // World Athletics database
2. ↑  
Track and Field Statistics. Men, 400 m, All-Years — на сайте trackfield.brinkster.net.